# Michael Gees
Michael Gees (Bielefeld, 9 octobre 1953) est un pianiste, compositeur et improvisateur allemand et le fondateur du Théâtre Consol à Gelsenkirchen.

## Biographie
Michael Gees est né dans une famille de musiciens : ses parents sont tous deux chanteurs. À l'âge de trois ans, il découvre lui-même le piano et deux ans plus tard, il reçoit ses premières leçons. À huit ans, il remporte le concours Steinway à Hambourg, et est salué comme enfant prodige. À neuf ans, il intègre le Mozarteum de Salzbourg pour étudier avec Heinz Scholz, Paul von Schilhawski et Kurt Neumüller. Peu après, il fait ses débuts dans sa ville natale, en tant que pianiste de concert, sous la direction de Bernhard Conz. Les années suivantes, il est étudiant aux Universités de Vienne – où il travaille avec Bruno Seidlhofer et Thomas Christian David – et Detmold – avec Jan Natermann, Klaus Schilde, Johannes Driessler et Walter Steffens. Dès 15 ans, il quitte sa maison, l'école, l'université et la scène de concert, pour vivre de petits travaux et passe deux ans en mer. En 1974, il reprend des études de piano et de composition avec Walter Reinhold et Alfred Koerppen, à l'Université de musique de Hanovre. À partir de 1980, il travaille comme pianiste et compositeur indépendant. En 1989, il fonde le forum kunstvereint, qui ouvre à Gelsenkirchen, au sein du Consol Theater en 2001. Le public  y est encouragé à développer ses propres impulsions artistiques. Depuis 2009, il enseigne l'improvisation et l'invention vocale à l'Académie de musique et de danse de Cologne.

## Concerts
La pensée de l'évolution est au cœur de la pratique artistique de Michael Gees. C'est la raison pour laquelle il refuse de se tenir à la seule reproduction d'une œuvre et interprète donc dans ses programmes de soliste un répertoire traditionnel en improvisant, c'est-à-dire qu'il joue avec l'œuvre. Il reste ainsi fidèle à un rapport créatif envers la musique qui existait jusqu'au XIXe siècle, mais qui équivaut aujourd'hui encore – dans le domaine de la musique dite classique  – à la rupture d'un tabou. Ses « méditations-concerts », souvent avec des partenaires vocaux ou instrumentaux, sont entièrement consacrés à l'improvisation libre. Avec ses partenaires, et en tant que pianiste d'accompagnement du lied et musicien de chambre, il a développé des programmes thématiques, jouant les compositions chronologiquement, avec notamment, Ulf Bästlein, Shirley Brill, le Quatuor Carmina, le Quatuor Casal, Ingeborg Danz, le Quatuor Gemeaux, Julia Kleiter, Christoph Prégardien, Julian Prégardien et Anna-Lucia Richter. Il est un invité régulier des Schubertiade de Schwarzenberg, du Festival de Schwetzingen, ainsi que du Wigmore Hall. Au Consol Theatre de Gelsenkirchen, il développe des projets musicaux avec des amateurs ainsi que ses propres productions de musique de scène.

## Composition (sélection)
- op. 7 – Liederkreis klassischer und romantischer Dichter (1980–1982)[5]
- op. 8 – Das Göttliche (Goethe), pour quatre voix et piano (1982)
- op. 9 – Trio avec piano (1982)
- op. 11 – Sonate pour piano, dédiée à Leonard Bernstein (1981)
- op. 19 – Kinderspielbuch (1985/1986)
- op. 20 – Jahreszeiten, pour ensemble de chambre et piano (1985/1986)
- op. 21 – Dem Gedenken eines Ungeborenen, Sonate pour piano (1985/1986)
- op. 24 – Kai - Begegnung mit einem Kind, Suite pour orchestre de chambre et piano (1987)
- op. 29 – Stufen (d'après Le Jeu des perles de verre d'Hermann Hesse), pour chœur mixte et solo ad libitum (1989)
- op. 30 – Schamlos, pour piano (1990)
- op. 31 – Variationen über ein Lebensgefühl - seiner Unsterblichkeit gewidmet - zum 200. Todesjahr (1991), pour orchestre de chambre
- op. 33 – Kassandra (Zukunftsvorhersage), Fantaisie pour piano (1995)
- op. 37 – Die innere Stimme, pour quatuor à cordes (2000)
- op. 40 – Das Gespenst von Canterville, Konzertmärchen (2003)
- op. 41 – Die Schönmacherin, ein Salonmusical (2003)

## Discographie (sélection)
- Lieder von Abschied und Reise, sélection lieder de Franz Schubert par Christoph Prégardien, Michael Gees (1993, EMI)[6]
- Als wär's ein Stück von mir (1996, Label kunstvereint, AGV 001)
- Goethes Folgen, Programmkomposition von Christoph Prégardien, Michael Gees (1997, Label kunstvereint, WDR, CPO)
- Scherzo - Brief an mein Publikum (1997, Label kunstvereint, DeutschlandRadio)
- Robert Schumann - Michael Gees - Ein Dialog (1999, Label kunstvereint, DeutschlandRadio)
- Robert Schumann, Liederkreis op. 24, Kerner-Lieder op. 35, sélection de Lieder - Christoph Prégardien, Michael Gees (2001, RCA Red Seal)[7]
- Robert Schumann, Hugo Wolf, Lieder sur des textes de Joseph von Eichendorff, Christoph Prégardien, Michael Gees (2005, Hänssler / WDR 3)
- Vergissmeinnicht - Wovon Lieder erzählen - sélection pour les jeunes par Hörer von Ingeborg Danz et Michael Gees (2006, Ars-Produktion)
- Gustav Mahler, Lieder - Christoph Prégardien, Michael Gees (2007, Hänssler / WDR 3)
- Franz Schubert, Die Schöne Müllerin - Christoph Prégardien, Michael Gees (6-8 octobre 2007, SACD Challenge)[8] (OCLC 811334267)
- Zwischen Leben und Tod - Christoph Prégardien, Michael Gees (2009, SACD Challenge)
- ImproviSatie - Michael Gees sur des compositions d'Erik Satie (2011, SACD Challenge)
- Beyond Schumann - Michael Gees sur des compositions de Robert Schumann (2013, SACD Challenge)
- Schubert, Mahler, Strauss, Wolf, Berg, Kilpinen, Schönberg, Schöne Welt, wo bist du ? (Hermann Hesse) - Julia Kleiter, Michael Gees (2013, SACD Challenge CC 72593)
- Franz Schubert, Die Winterreise - Christoph Prégardien, Michael Gees (2-5 septembre 2012, SACD Challenge) (OCLC 853457073)
- Secret Keymasters - Michael Gees, Frans Ehlhart, Marion von Tilzer, Extempore (26-27 mars 2014, SACD Challenge CC 72656)[9]
- Liederkreis - Schumann, Brahms, Britten, Extempores - Anna Lucia Richter (soprano), Michael Gees (23-26 février 2015, SACD Challenge) (OCLC 945743118)